# Световщина
Световщина (укр. Світівщина) — село,
Анастасьевский сельский совет,
Роменский район,
Сумская область,
Украина.
Код КОАТУУ — 5924180606. Население по переписи 2001 года составляло 32 человека .

## Географическое положение
Село Световщина находится между сёлами Левондовка и Поповщина (1,5 км).
По селу протекает пересыхающий ручей с запрудой.